# 埃斯特里瓦尔
埃斯特里瓦尔（西班牙語：Esteribar）是西班牙纳瓦拉的一个市镇。总面积147平方公里，总人口1454人（2001年），人口密度10人/平方公里。